# Marcel Hänggi
Marcel Hänggi (* 1969) ist ein Schweizer Journalist und Historiker. Seine journalistischen Spezialgebiete sind Klimawandel und Fortschritt.

## Leben
Er studierte Geschichte an der Universität Zürich und war ab 1996 als Journalist tätig. Bei der Weltwoche war er zunächst Redaktor der Auslandssparte. Später arbeitete er als Wissenschaftsredaktor der Wochenzeitung. Seit 2007 ist er freier Wissenschaftsjournalist. 2007 erhielt er den Zürcher Journalistenpreis, 2013 gewann er in der Sparte Wissenschaft des Branchenmagazins Schweizer Journalist. Für 2017 wurde ihm der Conrad-Matschoß-Preis für Technikgeschichte zugesprochen. 2024 verlieh ihm die Universität Luzern ein Ehrendoktorat.

## Werke
- Wir Schwätzer im Treibhaus, Zürich : Rotpunktverlag, 2008 (ISBN 978-3-85869-380-8).
  - Thematisiert den Rebound-Effekt und ist somit eine Antwort auf das grüne Paradoxon von politisch linker Seite.[2]
- Ausgepowert. Das Ende des Ölzeitalters als Chance, Zürich: Rotpunktverlag, 2011 (ISBN 978-3-85869-446-1).
  - Kritisiert eine Klimapolitik, die einseitig auf technokratische Lösungen setzt. Das Buch beschreibt deshalb die gegenseitige Beeinflussung von Energieformen und gesellschaftlichen Machtstrukturen vom Zeitalter der Kohle bis zur Idee von Desertec. Die NZZ schreibt dazu unter anderem: "... Die Beispiele sind allerdings wie im Falle von Kuba und den Amish People nicht immer überzeugend gewählt. Und sie vermögen letztlich auch nicht aufzuzeigen, wie sich Milliarden von Menschen bis Mitte dieses Jahrhunderts von ihrer Öl-Sucht zu lösen vermögen....Trotzdem, all jenen, die nicht akzeptieren wollen, dass der Zustand der Welt, wie er sich gerade präsentiert, ohne Alternative ist, hat Hänggi mit seinem schnörkellos geschriebenen Buch ein in weiten Teilen scharfsinniges Argumentarium in die Hand gegeben."[3] Ulrike Müller von der TAZ beschreibt Hänggis Buch Ausgepowert als wichtigen Beitrag zur Debatte um die Energiewende. Er stelle das Thema in einen politischen und sozialen Kontext und verbinde damit die Frage nach dem Leben in der Zukunft.[4]
- Fortschrittsgeschichten. Für einen guten Umgang mit Technik, Frankfurt am Main: Fischer Taschenbuch, 2015 (ISBN 978-3-596-03220-4).
  - Herausgegeben von Harald Welzer und Klaus Wiegandt hinterfragt gängige Wahrnehmungen dessen, was technischer Fortschritt sei, anhand von zwölf Beispielen aus der Technikgeschichte bis in die Gegenwart.[5]
- Null Öl, null Gas, null Kohle, Zürich: Rotpunktverlag, 2018 (ISBN 978-3-85869-849-0).
- Weil es Recht ist. Vorschläge für eine ökologische Bundesverfassung, Zürich: Rotpunktverlag, 2024 (ISBN 978-3-03973-042-1).